# Moi, Louis enfant de la mine - Courrières 1906

Moi, Louis, enfant de la mine - Courrières 1906 également connu sous le titre Courrières 1906, l'enfant des ténèbres est un téléfilm français réalisé par Thierry Binisti, diffusé sur France 3 le 18 octobre 2007.

## Synopsis
Une tragique catastrophe minière met un terme à l'amitié qui liait deux garçons, l'un fils d'ouvrier, l'autre enfant de l'ingénieur en chef des mines.

## Fiche technique
- Réalisation : Thierry Binisti
- Scénario : Nadine Lermite
- Musique : Arland Wrigley
- Son : Daniel Banaszak
- Date de sortie : le 18 octobre 2007 sur France 3

## Distribution
- Morgan Sarpaux : Louis
- Arthur Vaughan-Whitehead : Charles
- Pascal Elso : Caron
- Bruno buffoli : Mr Magniez l'actionnaire
- Bruno Tuchszer : Mr Delafond
- Thomas Delbove : Martin
- Vincent Martin : Gustave
- Corinne Masiero : Blanche
- Jérôme Pouly : Rouville
- Eric Leblanc : Victor
- Benjamin Wangermee : Jean
- Elef Zack : Danglot
- Christian Joubert : Pruvot
- Alexandre Carriere : Ricq
- Thomas Dubois : Neny
- Marie Felix : Valentine
- Huges Martel : Lavaurs
- Jean marie balembois : Le docteur
- Louis Hallard : Alphonse
- Saverio Maligno : L'infirmier